# Сучасне п'ятиборство на Олімпійських іграх
Змагання із сучасного п'ятиборства на літніх Олімпійських іграх вперше з'явилися на Олімпійських іграх 1912 в Стокгольмі та надалі включалися в програму кожних наступних Ігор. Спочатку змаганнях проходили серед чоловіків, жіночі дисципліни з'явилися на Олімпійських іграх 2000 в Сіднеї. У цьому виді спорту розігруються 2 комплекти нагород.

## Медалі
| Місце  | Країна                  | Золото | Срібло | Бронза | Загалом |
| ------ | ----------------------- | ------ | ------ | ------ | ------- |
| 1      | Угорщина (HUN)          | 9      | 8      | 4      | 21      |
| 2      | Швеція (SWE)            | 9      | 7      | 5      | 21      |
| 3      | СРСР (URS)              | 5      | 5      | 5      | 15      |
| 4      | Росія (RUS)             | 3      | 1      | 0      | 4       |
| 5      | Польща (POL)            | 3      | 0      | 0      | 3       |
| 6      | Італія (ITA)            | 2      | 2      | 3      | 7       |
| 7      | Велика Британія (GBR)   | 2      | 1      | 3      | 6       |
| 8      | Німеччина (GER)         | 2      | 0      | 1      | 3       |
| 9      | Казахстан (KAZ)         | 1      | 0      | 0      | 1       |
| 10     | США (USA)               | 0      | 6      | 3      | 9       |
| 11     | Литва (LTU)             | 0      | 2      | 1      | 3       |
| 12     | Фінляндія (FIN)         | 0      | 1      | 4      | 5       |
| 13     | Чехословаччина (TCH)    | 0      | 1      | 1      | 2       |
| 13     | Об'єднана команда (EUN) | 0      | 1      | 1      | 2       |
| 15     | Латвія (LAT)            | 0      | 1      | 0      | 1       |
| 15     | Україна (UKR)           | 0      | 1      | 0      | 1       |
| 17     | Франція (FRA)           | 0      | 0      | 2      | 2       |
| 18     | Білорусь (BLR)          | 0      | 0      | 1      | 1       |
| 18     | Чехія (CZE)             | 0      | 0      | 1      | 1       |
| Всього | Всього                  | 36     | 36     | 36     | 108     |